# Светско првенство у скоковима у воду 2015 — даска 1 м за мушкарце
Такмичење у скоковима у воду за мушкарце у дисциплини даска 1 метар на Светском првенству у скоковима у воду 2015. одржано је 24. јул (квалификације) и 27. јула (финале) 2015. године као део програма Светског првенства у воденим спортовима. Такмичења су се одржала у базену Казањског центра водених спортова у граду Казању (Русија).
Учестовало је укупно 40 такмичара из 27 земаља. Титулу светског првака из 2013. није бранио кинески скакач Ли Шисин. Нови светски првак постао је кинески скакач Сје Сији који је убедљиво тријумфовао са 485,50 бодова, испред Украјинца Иље Кваше и Американца Мајкла Хиксона.

## Освајачи медаља
|                | Резултат |                 | Резултат |                    | Резултат |
|                |          |                 |          |                    |          |
| Сје Сији (CHN) | 485,50   | Иља Кваша (UKR) | 449,05   | Мајкл Хиксон (USA) | 428,30   |

## Земље учеснице
На такмичењу је учестовало укупно 40 скакача из 27 земаља. Свака од земаља имала је право да учествује са максимално 2 такмичара у овој дисциплини.
| - Аустрија (1) - Белорусија (1) - Велика Британија (1) - Венецуела (1) - Доминиканска Р. (1) - Египат (2) - Индонезија (2) | - Италија (2) - Јамајка (1) - Јужна Кореја (2) - Кина (2) - Колумбија (2) - Куба (1) - Кувајт (2) | - Мексико (2) - Немачка (2) - Нови Зеланд (1) - Норвешка (1) - Порторико (1) - Русија (2) - САД (2) | - Узбекистан (1) - Украјина (2) - Финска (1) - Француска (1) - Швајцарска (1) - Шпанија (2) |

## Резултати
Квалификације у којима је учестовало 40 такмичара из 27 земаља одржале су се 24. јула са почетком у 15:00 часова по локалном времену. Такмичење се одвијало у укупно 6 серија скокова, а пласман у финале остварило је 12 најбоље пласираних такмичара. Финале је одржано 27. јула са почетком у 15:00 часова по локалном времену.
Напомена: Такмичари у табели означени зеленом бојом остварили су пласман у финале преко квалификација.
| ПЛ. | Скакач               | Држава           | Квалификације | Квалификације | Финале | Финале |
| ПЛ. | Скакач               | Држава           | Бодови        | Плас.         | Бодови | Плас.  |
| --- | -------------------- | ---------------- | ------------- | ------------- | ------ | ------ |
|     | Сје Сији             | Кина             | 404,40        | 2.            | 485,50 | 01.    |
| 2   | Иља Кваша            | Украјина         | 402,60        | 3.            | 449,05 | 02.    |
| 3   | Мајкл Хиксон         | САД              | 373,85        | 9.            | 428,30 | 03.    |
| 04. | Хаир Окампо          | Mексико          | 412,70        | 1.            | 427,35 | 04.    |
| 05. | Олег Колодиј         | Украјина         | 361,55        | 12.           | 423,50 | 05.    |
| 06. | Кристијан Ипсен      | САД              | 400,75        | 4.            | 420,65 | 06.    |
| 07. | Хе Чао               | Кина             | 394,95        | 5.            | 415,50 | 07.    |
| 08. | Константин Блаха     | Aустрија         | 383,30        | 6.            | 404,40 | 08.    |
| 09. | Ву Ха-рам            | Јужна Kореја     | 378,60        | 7.            | 399,55 | 09.    |
| 10. | Матју Росе           | Француска        | 369,15        | 10.           | 392,65 | 10.    |
| 11. | Ромел Пачеко         | Mексико          | 376,10        | 8.            | 390,95 | 11.    |
| 12. | Себастијан Моралес   | Колумбија        | 363,70        | 11.           | 387,35 | 12.    |
| 13. | Рафаел Кинтеро       | Порторико        | 354,60        | 13.           | ×      | ×      |
| 14. | Оливер Хомут         | Немачка          | 353,00        | 14.           | ×      | ×      |
| 15. | Јевгениј Каралију    | Белорусија       | 352,70        | 15.           | ×      | ×      |
| 16. | Ђовани Точи          | Италија          | 348,80        | 16.           | ×      | ×      |
| 17. | Иља Молчанов         | Русија           | 343,05        | 17.           | ×      | ×      |
| 18. | Јевгениј Новоселов   | Русија           | 337,15        | 18.           | ×      | ×      |
| 19. | Јона Најт-Виздом     | Jамајка          | 335,95        | 19.           | ×      | ×      |
| 20. | Андреа Кјарабини     | Италија          | 334,10        | 20.           | ×      | ×      |
| 21. | Тимо Бартел          | Немачка          | 324,35        | 21.           | ×      | ×      |
| 22. | Ким Јеонг-нам        | Јужна Kореја     | 317,20        | 22.           | ×      | ×      |
| 23. | Гијом Дутоа          | Швајцарска       | 311,55        | 23.           | ×      | ×      |
| 24. | Лајам Стоун          | Нови Зеланд      | 310,25        | 24.           | ×      | ×      |
| 25. | Николас Гарсија      | Шпанија          | 310,00        | 25.           | ×      | ×      |
| 26. | Џејмс Дени           | Велика Британија | 309,60        | 26.           | ×      | ×      |
| 27. | Емаделдин Абделлатиф | Египат           | 309,45        | 27.           | ×      | ×      |
| 28. | Јоуни Калунки        | Финска           | 296,60        | 28.           | ×      | ×      |
| 29. | Ектор Гарсија        | Шпанија          | 294,55        | 29.           | ×      | ×      |
| 30. | Еспен Бергслиен      | Норвешка         | 292,55        | 30.           | ×      | ×      |
| 31. | Адитјо Путра         | Индонезија       | 288,05        | 31.           | ×      | ×      |
| 32. | Артуро Валдес        | Куба             | 283,35        | 32.           | ×      | ×      |
| 33. | Франдијел Гомез      | Доминиканска Р.  | 282,35        | 33.           | ×      | ×      |
| 34. | Мигел Рејес          | Колумбија        | 277,80        | 34.           | ×      | ×      |
| 35. | Хесус Лиранзо        | Венецуела        | 256,45        | 35.           | ×      | ×      |
| 36. | Три Ангоро Приамбодо | Индонезија       | 249,55        | 36.           | ×      | ×      |
| 37. | Абдулрахман Абас     | Кувајт           | 243,00        | 37.           | ×      | ×      |
| 38. | Мирзокид Миркаримов  | Узбекистан       | 234,15        | 38.           | ×      | ×      |
| 39. | Јусеф Езат           | Египат           | 233,35        | 39.           | ×      | ×      |
| 40. | Хасан Кали           | Kувајт           | 192,90        | 40.           | ×      | ×      |